# Everlasting (Kylee单曲)
《Everlasting》是美国出生的女性歌手Kylee的第三支单曲。

## 概要
该曲曾被用作OVA《機動戰士GUNDAM UC》episode 2《赤色彗星》的片尾曲。
于2010年9月17日在GUNDAM UC动画官网上公布成为该剧集第二集的片尾曲。
于2010年10月30日至11月12日episode 2《赤い彗星》上映期间在公映的场馆发售主題歌Kylee的《Everlasting》期間生産限定版ＣＤ（DFCL1695）。